# Jean Calas
Jean Calas (1698 – 1762) var en købmand fra Toulouse i Frankrig, som blev kendt for at have været offer for en subjektiv rettergang på grund af hans protestantisme. I Frankrig er han et symbol på kristen intolerance, sammen med Jean-François de la Barre og Pierre-Paul Sirven.
Calas og hans kone var begge protestanter. Frankrig var på daværende tidspunkt hovedsageligt et katolsk land, og statskirken var ligeledes katolsk. Mens den hårde forfølgelse af protestanter som kong Ludvig 14. havde sat i gang var aftaget, var protestanter stadig kun knap tolereret. Ludvig, en af Calas' sønner, blev katolik i 1756. Mellem 13. og 14. oktober 1761 blev en anden af Calas' sønner, Marc-Antoine, fundet død i stueetagen af familiens hjem. Rygtet ville vide af Jean Calas havde dræbt sin søn fordi denne også havde tænkt sig at blive katolik. Da familien blev afhørt påstod de først af Marc-Antoine var blevet dræbt af en morder. Efterfølgende ændrede de forklaring til at han var blevet fundet hængt; siden selvmord dengang blev betragtet som en modbydelig forbrydelse mod personen selv, og selvmordsofres kroppe ofte blev skændet, havde familien arrangeret det sådan at deres søns selvmord lignede et mord.
9. marts 1762 idømte parlementet (appeldomstolen) i Toulouse Jean Calas til døden på hjul og stejle. 10. marts døde han tortureret på hjulet, mens han stadig fastholdt sin uskyld. Voltaire blev senere kontaktet vedrørende sagen, og efter de oprindelige beskyldninger om at Calas var skyldig i antikatolsk fanatisme var døet hen, begyndte han en kampagne for at få Calas' navn renset.
9. marts 1765 blev Jean Calas posthumt fundet ikke-skyldig i anklagerne mod sig.